# Montaña de Alp
Montaña de Alp är ett berg i Spanien.   Det ligger i provinsen Província de Girona och regionen Katalonien, i den nordöstra delen av landet, 500 km öster om huvudstaden Madrid. Toppen på Montaña de Alp är 2 305 meter över havet.
Terrängen runt Montaña de Alp är kuperad åt nordost, men åt sydväst är den bergig.Runt Montaña de Alp är det ganska glesbefolkat, med 24 invånare per kvadratkilometer. Närmaste större samhälle är Puigcerdà, 11,3 km norr om Montaña de Alp. I omgivningarna runt Montaña de Alp växer i huvudsak blandskog.